# 李斯特岱奇案
《李斯特岱奇案》（英語：The Listerdale Mystery）是英國作家阿嘉莎·克莉絲蒂的短篇小說集，共收錄了12部短篇推理故事，1934年6月由William Collins, Sons出版公司在英國首度出版。

## 內容
1. 《勳爵失蹤之谜》
2. 《菲洛梅》
3. 《火車上的女孩》
4. 《唱首六便士之歌》
5. 《愛德華·魯賓逊的男子氣概》
6. 《意外》
7. 《找工作》
8. 《豐收的星期天》
9. 《伊斯威特先生奇遇記》
10. 《金色的機遇》
11. 《王公的綠寶石》

## 改編作品
英國電視劇《阿加莎·克里斯蒂悬疑剧场》（1982年泰晤士電視出品）的第三、九、十集分別改編自《李斯特岱奇案》中的三個短篇故事——《火車上的女孩》、《珍妮找工作》和《愛德華·魯賓逊的男子氣概》。